# N. Gin
Dr. N. Gin es un personaje ficticio de la serie de videojuegos Crash Bandicoot, profesor y genio malvado, aliado del Dr. Cortex y enemigo de Crash Bandicoot, y en especial de Coco Bandicoot. Su nombre es un juego de palabras con engine, que se pronuncia igual y significa motor. Aparece por primera vez  en Crash Bandicoot 2

## Descripción
Físicamente es un ciborg bajito y rechoncho, con un cohete incrustado en la parte derecha de la cabeza, (se reveló que la causa de eso fue, que en una ocasión, N. Gin se accidentó de niño en el laboratorio de la Academia del Mal apuntándose el cohete y quedándole incrustado en la cabeza, aunque hay otra versión en la que Crash le devolvió el cohete con un giro). Andy Gavin, el creador de la saga Crash Bandicoot, decidió diseñarle el cohete en la cabeza, como señal de que tanto él como N. Gin sufren de migrañas. Tiene el pelo rojizo, aunque según en varias ocasiones se le presenta más rubio y más adelante su cabello es de color azul. La parte derecha de su cabeza es metálica, destacándose un enorme ojo cibernético, que varía de tamaño y color a lo largo de la saga, llegando a ser rojo. Es característica su voz robótica, su personalidad afeminada y su carácter malvado e inteligente aunque torpe. Carece de fuerza física destacable, es más bien un debilucho obsesionado por el mal, como el resto de profesores no tan malvados de la saga Crash Bandicoot.
Casi siempre viste guantes y botas negras y bata de profesor con algo que podrían ser desde quemaduras a balazos, pasando por todo tipo de manchas. Normalmente se le ve dentro de algún tipo de superrobot humanoide, nave espacial o similar. En Crash Tag Team Racing le correspondió el disfraz de bailarina, de color rosa con lacito a juego.
En cuanto al carácter, es el que corresponde a todo profesor chiflado y malvado: desquiciado, con gran fascinación por la crueldad y la malicia, emocionalmente bastante inestable, egocéntrico y afeminado en Crash Team Racing además de ser algo excéntrico (ya que en Crash Mind Over Mutant cuando Crash. También en Crash Tag Team Racing descubrimos algo de su pasado: maltrato escolar (en la Academia del Mal) y odio hacia su padre.
En la serie se le presenta como la mano derecha del Dr Neo Cortex tras la traición de Nitrus Brio, el científico más malvado del mundo. Su especialidad como profesor malvado es la robótica y la cibernética, a la cual aplica su afición por la pirotecnia bélica. Su base es un acorazado lleno de cohetes y de mutantes.

## Principales actos
N. Gin, al igual que Coco (la hermana de Crash), no apareció en la primera parte de la serie porque todavía no era la mano derecha de Cortex. A partir del Crash Bandicoot 2 Cortex Strikes Back N. Gin sustituye a Nitrus Brio, como la mano derecha de Cortex (algo parecido con Coco que sustituyó a Tawna bandicoot como la compañera de Crash).

### Crash Bandicoot 2: Cortex Strikes Back
En esta parte de la serie su colaboración fue crear cristales de energía y mandarlos a ciertas partes de las islas de la 1ª serie, es el penúltimo jefe del juego, debido a la traición de N.Brio. Crash tiene que acabar con él y con su robot lanzamisiles a fuerza de lanzarle frutas wumpa.

### Crash Bandicoot 3: Warped
Al igual que en la parte anterior, en esta sirve de penúltimo jefe de fase y, como el resto, amenaza a los hermanos Bandicoot para que le entreguen los cristales. Ha de ser derrotado junto con su nave espacial por Coco y la suya.

### Crash Bash
Es un personaje extra que aparece en  N.Ballism,donde el dispara a los competidores bolas de acero de una forma rápida y en el desafío cristal solo dispara al personaje jugable.

### Crash Bandicoot: The Wrath of Cortex
Aparte de participar en la reunión de supervillanos, es un enemigo en algunos niveles, como en los que Coco vuela en una nave espacial y el trata de detenerla.

### Crash Nitro Kart
Aparece como enemigo en el equipo Neo Cortex,pero si eliges el modo aventura con el equipo Cortex puedes jugar con el o hacerlo un personaje jugable.

### Crash Twinsanity
En esta ocasión Crash y Cortex abordan su acorazado para conseguir los cristales con los que poner en funcionamiento el portal interdimensional.N Gin no esta en condiciones de ayudar, y planea matar a crash con TNT pero al Final es vencido,después N Gin aparece junto a Nitrus Brio y N Tropy en la 10Th dimensión a buscar el tesoro pero es quemado por Spyro The Dragon.

### Crash Tag Team Racing
Como con el resto de los personajes, N.Gin encarga a Crash misiones para conseguir nuevos coches. Una vez consigas el primero, podrás dirigirle en una carrera. También puedes comprarle el traje de bailarina. Al final de esta parte de la serie, es derrotado junto con los Cortex cuando Crash lanza un pollo al tubo de escape de su aerodeslizador. Después N.Gin será aliado de Crash Bandicoot. Su aspecto cambia enormemente: su piel y su cabello se vuelven color azulado y no tiene su clásica voz robótica sino una voz masculina convencional; también cambia  su carácter que ahora tiene tendencias sadomasoquistas y es más loco en general.

### Crash of the Titans
Esta vez N.Gin trata de detener a Crash, con resultados fallidos,y les revela dónde está su hermana Coco y donde transforman a los Mutantes para que salven al doctor Cortex.  

### Crash Mind Over Mutant
N.Gin es abandonado por Cortex(reemplazado por N.Brio)Crash y Aku-Aku se enfrentan a él y abandona la isla Wumpa.
- Datos: Q782786